# 戀愛學園 (泰國電視劇)
《戀愛學園》，為泰國GMM 25與愛奇藝影業於2025年4月20日起播出的愛情電視劇。由梅塔斯·歐帕西安卡瓊（Mick）、比姆桑·索唐庫 （Luke）、布迪邦·集布 (Chokun)、拉迪帕·盧恩沃拉攀（Aston）主演。
此劇由GMMTV製作，並在2024年11月「GMMTV 2025 RIDING THE WAVE」新戲發佈會上公開先導預告片。其後，此劇於2025年4月在GMM 25電視台及愛奇藝首播。

## 劇情簡介
故事設定於高中最後一年。成績優異但生活單調的資優生Shane，在教師安排的課業輔導計畫中遇見了個性截然不同的Kit。起初，Shane對兩人長時間相處感到排斥，但隨著時間推移，兩人之間逐漸產生了微妙的情感變化。
另一方面，Shane的好友兼同桌Kim渴望談一場戀愛。當新轉學生Mon出現並令他一見鍾情後，Kim決心展開追求，希望能贏得Mon的芳心。

## 演員陣容
註：括號內的演員姓名為小名。

### 主要人物
- 梅塔斯·歐帕西安卡瓊（Mick）饰演 Shane
- 比姆桑·索唐庫（Luke）饰演 Kit
- 布迪邦·集布（Chokun) 饰演 Kim
- 拉迪帕·盧恩沃拉攀（Aston）饰演 Mon

### 其他人物
- 塔南·洛哈瓦塔纳库（Paul）饰演 Tar
- 坎西·林皮蒂克拉農（Ken）饰演 Per
- 普洛姆皮亞·通普塔拉克（Papang）饰演 Tan
- 蘇帕功·斯里坡通（Pod）饰演 Nat
- 拉荻查·帕芭基緹（Ciize）饰演 Jin
- 納帕特·帕查拉恰瓦雷（Aun）饰演 Name

## 劇集原聲帶
| 曲序 | 曲目                     | 歌手                               | 时长 |
| ---- | ------------------------ | ---------------------------------- | ---- |
| 1.   | Lesson One               | 廷納西特·伊薩拉蓬彭                | 3:09 |
| 2.   | ฮ็อป ฮ็อป ฮ็อป (Stop Clock) | 浦提彭·吉布、拉蒂帕·隆沃拉潘       | 3:18 |
| 3.   | เติมเต็ม (Missing Piece)   | 比姆桑·索唐庫、梅塔斯·歐帕西安卡瓊 | 3:23 |

## 現場演出

### 粉絲見面會
| 年份   | 日期   | 粉絲見面會名稱                     | 國家 / 地區 | 演出場地                         | 來源  |
| ------ | ------ | ---------------------------------- | ----------- | -------------------------------- | ----- |
| 2025年 | 7月6日 | Boys in Love Final EP. Fan Meeting | 泰國        | Siam Pavalai Royal Grand Theatre | [ 7 ] |

## 外部連結
- GMM25官方網站 （页面存档备份，存于）（泰文）
- GMMTV官方網站（泰文）
- 《戀愛學園》的X（前Twitter）
- YouTube上的《戀愛學園》播放列表
- MyDramaList劇集介紹及劇評 （页面存档备份，存于）（英文）
- 豆瓣电影上《戀愛學園》的資料 （简体中文）
- 在愛奇藝上观看《戀愛學園》